# アーミッシュパラダイス
「アーミッシュ・パラダイス」（Amish Paradise）は、アメリカの風刺作家 アル・ヤンコビックによる1996年のシングル。
L.V. をフィーチャーしたクーリオの1995年のヒップホップ曲「ギャングスタズ・パラダイス」のパロディ曲です。 （これ自体はスティービー・ワンダーの曲「Pastime Paradise」のリメイクです）。アルバム『バッド・ヘア・デイ』に収録されているこの曲は、ナレーターが自分の危険な生き方を嘆くオリジナルの「ギャングスタズ・パラダイス」を、アーミッシュの男が比較的地味で単純な存在を称賛するという形でひっくり返している。

## Track listing
1. アーミッシュ・パラダイス」 – 3:20
2. あなたが知っていることはすべて間違っている」 – 3:46
3. サンタが狂った夜」（さらに残酷なバージョン） – 3:59
4. Dare to Be Stupid」（インストゥルメンタル） – 3:25

## Coolio's response
ヤンコビッチは「アーミッシュ・パラダイス」を制作する前にクーリオに収益の一部を提供する許可を求めた。ヤンコビッチはレコード会社（非独占的権利所有者）とプロデューサーのダグ・ラシードからこの曲の使用権を与えられたが、クーリオ自身からは与えられず、クーリオはウィアード・アルからのオファーを提示された際に断り、その後リリースを拒否した。
ヤンコビッチは後にVH1の『Behind the Music』で、クーリオに心からの謝罪の手紙を書いたが返されなかった、そしてクーリオはこの曲の収益から印税小切手を受け取った際に一度も文句を言わなかったと述べた。 2006年のコンシューマー・エレクトロニクス・ショーのXM衛星ラジオのブースで撮影された一連の写真は、ヤンコビッチとクーリオが償いをしたことを示唆している。クーリオ氏は2014年のインタビューで、当時パロディを拒否するという決断は「愚かだった」と述べ、経営陣の誰かが止めてくれればよかったと述べ、最終的なパロディは「面白い」と考えたと述べた。
2016年のホット・ワンズでのショーン・エヴァンスとのインタビュー中、クーリオはさらに、「アーミッシュ・パラダイス」に対する最初の反応について遺憾の意を表明した。 「今にして思えば、（ヤンコビッチが）『ギャングスタズ・パラダイス』のパロディをやったことについて何かを言うのは愚かだった」と彼は語った。 「つまり、彼はマイケル・ジャクソンをやったし、プリンスもやった。ほら、私よりも間違いなく才能のある人々だった。プリンスも何か言ったと思う...でも彼は私のようにそれについてあまり声高に主張しなかった。そしてそれは「私が愚かに見えただけです...それは私がやった愚かなことの一つでした。そして私は愚かなことをしたことを喜んで認めます。」

## Music video
ヤンコビッチは、1986 年以来、多くのミュージック ビデオで監督してきたように、「アーミッシュ パラダイス」のミュージック ビデオも自ら監督しました。「アーミッシュ パラダイス」のミュージック ビデオは、「ギャングスタズ パラダイス」のミュージック ビデオをよく再現していますが、いくつかのコンセプトがパロディされています。このビデオには、オリジナルのビデオで『デンジャラス・マインド』のミシェル・ファイファー役を演じたフローレンス・ヘンダーソンも出演しています。ヤンコビッチは2022年、家の骨組みが落ちてくるバスター・キートンのギャグを録音することは、これまでにやった中で最も恐ろしいスタントだったと語った。

## Chart performance
| Chart (1996)         | Peak position |
| -------------------- | ------------- |
| US Billboard Hot 100 | 53            |
| US Cash Box Top 100  | 50            |

## Rerecording
2022年、映画『ウィアード：アル・ヤンコビッチの物語』のために、ヤンコビッチはこのトラックと他の4曲を再録音した。映画の中で、ヤンコビッチの架空の父親は、自分がアーミッシュとして育てられたことを明かし、ヤンコビッチは父親が書いた「アーミッシュ・パラダイス」という歌詞カードを見つけ、その曲を演奏することを決意する。